# Holt (Minnesota)
Holt es una ciudad ubicada en el condado de Marshall, Minnesota, Estados Unidos. Según el censo de 2020, tiene una población de 90 habitantes.

## Geografía
La localidad está ubicada en las coordenadas 48°17′35″N 96°11′40″O / 48.29306, -96.19444 (48.292923, -96.194471). Según la Oficina del Censo de los Estados Unidos, Holt tiene una superficie total de 2.59 km², correspondientes en su totalidad a tierra firme.

## Demografía
Según el censo de 2020, hay 90 personas residiendo en Holt. La densidad de población es de 31.14 hab./km². El 88.89% son blancos, el 3,33% son de otras razas y el 7.78% son de una mezcla de razas. Del total de la población, el 1.11% es hispano o latino.